# Pomorjanščina
Pomorjanščina (poljsko pomorszczyzna oziroma język pomorski, nemško Pomoranisch oziroma die pomoranische Sprache) je skupina jezikov oziroma narečij, ki so del lehitske veje zahodnoslovanskih jezikov.
Termin »pomorjanščina« sicer ima več pomenov. V zvezi s srednjim vekom označuje skupino narečij slovanskega ljudstva Pomorjanov, ki so takrat živeli na ozemlju med rekama Odro in Vislo. V sodobnih kontekstih pa ta termin pogosto uporabljajo kot sinonimni izraz za kašubščino.
Srednjeveška pomorjanščina naj bi bila razširjena na geografskem območju, ki se je na zahodu dotikalo s polabsko govorečim ozemljem, medtem ko so južno in vzhodno od njega govorili staro poljščino. Naseljevanje Germanov na ozemlje vzhodno od reke Odre je povzročilo stik pomorjanskih narečij z nizko nemškimi. Polabščino od sredine 18. stoletja obravnavajo kot izumrli jezik.
V sodobnem jezikoslovju je pogosta tudi ločitev pomorjanščine na dve skupini, ki sta zahodna pomorjanščina in vzhodna pomorjanščina. Zahodna pomorjanščina v tem primeru zajema izumrla pomorjanska narečja na območju, ki se v sedanjosti razteza na severovzhodu Nemčije in severozahodu Poljske, medtem ko sta del vzhodne pomorjanščine kašubščina in slovinščina. Kašubščina v sedanjosti ima status manjšinskega jezika v več regijah na severu Poljske, medtem ko je slovinščina v zgodnjem 20. stoletju izumrla.
Poljski jezikoslovec Stefan Ramułt, ki je leta 1893 objavil Slovar pomorjanskega oziroma kašubskega jezika (poljsko Słownik języka pomorskiego, czyli kaszubskiego), je kašubščino obravnaval kot sodobno naslednico pomorjanščine.
Najširši pomen termina »pomorjanščina«, ki ga sicer redko uporabljajo, vključuje vsa poljska narečja v bližini Baltskega morja in tudi kašubščino obravnava kot del poljščine.